# Хохфельд, Джейн
Джейн Хохфельд Галанте (англ. Jane Hohfeld Galante, урождённая Хохфельд; 14 февраля 1924, Сан-Франциско — 1 декабря 2010, Сан-Франциско) — американская пианистка и меценат.
Отец Джейн, Эдуард Хохфельд, занимал пост управляющего в наследственном благотворительном фонде супругов Моррисон и от имени фонда в 1952 году учредил Центр камерной музыки Университета штата Калифорния в Сан-Франциско, многие десятилетия проводивший в университете бесплатные концерты ведущих музыкантов; с этим центром была связана значительная часть организаторской работы Джейн Хохфельд.
Хохфельд окончила с отличием Вассар-колледж (1944), а затем магистратуру Калифорнийского университета в Беркли (1949). Преподавала в Калифорнийском университете в Беркли (1948—1952), одновременно также в Колледже Миллса в Окленде (1950—1952). В 1947 г. основала и до 1956 г. возглавляла Композиторский форум Сан-Франциско — организацию, занимавшуюся пропагандой творчества современных композиторов региона. В 1949—1989 гг. концертировала как пианистка в США и различных европейских странах, по большей части выступая как аккомпаниатор вместе с альтистом Ференцем Мольнаром и виолончелисткой Зарой Нелсовой. По заказу Мольнара и Хохфельд написана соната для альта и фортепиано Op. 117 Эрнста Кшенека (1948), они же её впервые исполнили и записали.
В годы работы в Колледже Миллса Хохфельд была знакома с преподававшим там же Дариусом Мийо; память об этом знакомстве побудила её перевести с французского языка на английский биографию Мийо, написанную Полем Колларом, и книгу интервью Мийо.